# Stelis superbiens
Stelis superbiens är en orkidéart som beskrevs av John Lindley. Stelis superbiens ingår i släktet Stelis och familjen orkidéer. Inga underarter finns listade i Catalogue of Life.